# A Canção da Espada
A Canção da Espada (Sword Song, no original em inglês) é o quarto livro da série de Crônicas Saxônicas (The Saxon Stories), do escritor inglês Bernard Cornwell. Lançado em 2007 na Inglaterra, é precedido pelos livros O Último Reino, O Cavaleiro da Morte e Os Senhores do Norte, publicados entre 2004 e 2006, e sucedido por Terra em Chamas, publicado em 2010.
A narrativa ocorre na Inglaterra do século IX, cinco anos depois dos eventos descritos em "Os Senhores do Norte" e conta como Alfredo de Wessex luta para banir os dinamarqueses de Londres, tendo Uhtred de Bebbanburg, o protagonista, como líder das forças saxãs do oeste.

## Sinopse
Uhtred, agora jurado a Alfredo de Wessex e senhor de terras em Coccham, guerreiro mais importante do rei, ainda se vê em dúvida quanto ao seu destino: unir-se aos viquingues ou manter-se fiel aos juramentos que fez até poder voltar à Nortúmbria, sua terra natal?
Ainda acreditando ser rei por direito, Æthelwold, sobrinho de Alfredo, convence Uhtred a visitar um suposto morto que, com o devido sacrifício, volta do Niflheim para contar a quem o chamou os desejos das Nornas. A encenação é, na verdade, uma artimanha de Haesten, senhor escravizado por frísios, libertado por Uhtred e agora earl nórdico. A mensagem era de que Uhtred seria rei de Mércia, reino então sem senhor, mas sob influência de Alfredo. Uhtred acompanha Haesten até Londres, aonde conhece os irmãos Erik e Sigefrid Thurgilson, noruegueses que trouxeram um exército por mar para devastar Wessex.
As pretensões de Uhtred se esvaem quando ele vê que Erik e Sigefrid têm como prisioneiro um antigo amigo seu, o padre galês Pyrlig, que já fora soldado. Após convencer Sigefrid a lutar com o padre para definir seu destino, resultando na vitória de Pyrlig, Uhtred volta para casa prometendo retomar a conversa com os irmãos. No entanto, mantém seu juramento a Alfredo e recebe ordens de tomar Lundene das mãos dos nórdicos. A tática de Uhtred mostra-se eficaz e, furtivamente, ele penetra as defesas internas da cidade e mantém os invasores fora dos portões, levando-os ao encontro das forças de Æthelred, senhor da Mércia e seu desafeto, além de marido da filha de Alfredo, Æthelflaed. A cidade é tomada, mas Uhtred, pagão e conhecido amigo dos dinamarqueses, deixa Haesten, Erik e Sigefrid escaparem de volta a Beamfleot, na Ânglia Oriental, sob domínio do dinamarquês convertido cristão Gutrum (agora rei Æthelstan), que não faz nada para evitar a ameaça nórdica.
Os nórdicos vão ganhando força e reúnem muitos navios que aterrorizam o rio Temes. Æthelred é enviado para punir Gutrum, mas fracassa e sua mulher é sequestrada. A filha do rei gera perspectiva de um enorme resgate por parte de Wessex, o que reúne ainda mais homens sedentos por espólio em Beamfleot. Uhtred é enviado para negociar o preço, e aproveita para descobrir o tamanho do exército reunido e avaliar suas defesas. No acampamento inimigo ele descobre que Erik e Æthelflaed se apaixonaram, e pedem que ele os ajude a escapar dali, indo para a Nortúmbria, sob proteção do amigo de Uhtred, Ragnar, em Dunholm; Wessex ficaria segura e permaneceria rica, Alfredo continuaria rei, mas não veria a filha. Tudo isso é combinado sem conhecimento nem consentimento dos demais líderes. Uhtred seria responsável por permitir a fuga, liberando o canal da cidade para o navio dos amantes.
O que acontece, no entanto, é uma traição por parte de Haesten, que captura Æthelflaed e pretende fugir com ela e seu exército, no que é impedido pelos homens de Uhtred, Sigefrid e Erik, saxões e nórdicos, unidos pela mesma causa. Haesten é derrotado e Sigefrid exige que a filha do rei seja devolvida a ele, para que receba o resgate devido, mas Erik o impede, revelando a traição contra o irmão. Os dinamarqueses lutam entre si e Sigefrid mata o irmão, deixando Æthelflaed desolada. Uhtred promete deixar que os dinamarqueses que o ajudaram a resgatá-la vivam. A guerra ainda não foi vencida, mas Wessex permanece rica, porém ameaçada, e com um rei, Alfredo.